# Agnieszka Skowrońska (fizjolog)
Agnieszka Skowrońska – polski fizjolog, dr hab. nauk medycznych, profesor uczelni Katedry Fizjologii i Patofizjologii Człowieka i prodziekan Wydziału Lekarskiego Uniwersytetu Warmińsko-Mazurskiego w Olsztynie.

## Życiorys
W 1993 ukończyła studia weterynaryjne w Akademii Rolniczo-Technicznej im. Michała Oczapowskiego w Olsztynie, 21 października 2004 obroniła pracę doktorską Ocena bioróżnorodności bakterioplanktonu jeziorowego przy zastosowaniu metod molekularnych, 28 września 2017 habilitowała się na podstawie pracy zatytułowanej Wpływ hormonów steroidowych, oksytocyny, kwasu arachidonowego, forskoliny oraz cAMP na regulację ekspresji mRNA i białka akwaporyny (AQP) 1 i 5 w tkankach macicy świni domowej (Sus scrofa domestica) w czasie cyklu estralnego i wczesnej ciąży. Została zatrudniona na stanowisku adiunkta w Katedrze Fizjologii Człowieka na Wydziale Lekarskim Uniwersytetu Warmińsko-Mazurskiego w Olsztynie.
Jest profesorem uczelni Katedry Fizjologii i Patofizjologii Człowieka, oraz prodziekanem na Wydziale Lekarskim Uniwersytetu Warmińsko-Mazurskiego w Olsztynie.